# Point Mulâtre River
Point Mulâtre River är ett vattendrag i Dominica.   Det ligger i parishen Saint Patrick, i den södra delen av landet, 12 km öster om huvudstaden Roseau. Point Mulâtre River ligger på ön Dominica.